# ایندیرا راناماگار
ایندیرا راناماگار (انگلیسی: Indira Ranamagar; ۱۹۶۹/۱۹۷۰ (۵۴–۵۵ سال) – ) مددکاری اجتماعی اهل نپال بود.
وی همچنین برندهٔ جوایزی همچون ۱۰۰ زن بی‌بی‌سی شده‌است.